# Drakaea livida
Drakaea livida är en orkidéart som beskrevs av J.Drumm. Drakaea livida ingår i släktet Drakaea och familjen orkidéer. Inga underarter finns listade i Catalogue of Life.